# Karlerik Nordenquist
Karlerik Nordenquist, folkbokförd Karl-Erik Nordenquist, född 5 september 1930 i Alingsås församling i dåvarande Älvsborgs län, död 1 juli 2012 i Danderyds församling i Stockholms län, var en svensk diplomat.

## Biografi
Nordenquist studerade vid Örebro handelsgymnasium 1948, var banktjänsteman i Stockholm 1949-1950 och anställdes i utrikesförvaltningen 1951. Nordenquist tjänstgjorde vid Utrikesdepartementet (UD) 1951, i Chicago 1952, Karachi 1953, Dublin 1956, Budapest 1957, Ankara 1958 och New York 1961. Han var vicekonsul i Frankfurt 1964, förste byråsekreterare vid UD 1967 och departementssekreterare 1970. Nordenquist var därefter handelsattaché i Kuwait 1971, konsul även för Danmark och Norge, i Szczecin 1974 samt var ambassadråd och chargé d’affaires i Pyongyang 1977. Han var generalkonsul i Antwerpen 1979-1983, i Marseille 1983-1985, hade särskilt uppdrag vid UD 1985-1987, var generalkonsul i Köpenhamn 1987-1991 och tjänstgjorde vid UD från 1991.
Karlerik Nordenquist var son till målarmästaren Albin Nordenquist och Ruth, född Andersson. Han gifte sig 1951 med Gun Ackzén (född 1923), dotter till bankkamrer Bertil Ackzén och Elsa, född Öhman.